# Tridactyle gentilii
Tridactyle gentilii là một loài thực vật có hoa trong họ Lan. Loài này được (De Wild.) Schltr. miêu tả khoa học đầu tiên năm 1918.